# Simone da Orsenigo
Simone da Orsenigo est un architecte et constructeur italien du XIVe siècle. Il est principalement connu pour être l'architecte du dôme de Milan, la cathédrale de cette ville.

## Biographie
Simone da Orsenigo est originaire de Lombardie et plus précisément du village d'Orsenigo dont il tient son nom. Sur une liste des maîtres travaillant sur le Duomo de 1387 , son nom vient immédiatement après celui de Marco da Campione, qui dirigeait les travaux. Sur cette liste, Orsenigo est désigné comme « ingénieur » (Insegnerius).

## Œuvres majeure
- Dôme de Milan